# Sébastien Le Gouès
Sébastien Le Gouès, baron de Sourdeval (Bayeux, 1647 - Saint-Malo, 1710) est un administrateur de Saint-Pierre-et-Miquelon du XVIIIe siècle. 

## Biographie
Gentilhomme d'origine normande, il est nommé commandant de Saint-Pierre-et-Miquelon nommé par le roi le 1er mars 1702. Il se rend à Plaisance (Terre-Neuve) pour passer ensuite à Saint-Pierre-et-Miquelon en juillet de la même année. 
Sur place, il apaise les différends entre les capitaines et les habitants de l'île. Il fortifie un petit réduit avec des pierres à chaux qui avait été construit par un habitant (peut-être Jacques-Simon de Belleorme). Prévenu d’une attaque anglaise, il se prépare, mobilise les habitants. L’attaque a lieu le 7 octobre 1702. Il doit capituler le lendemain mais parvient à sauver les maisons, la chapelle de l’île et 60 chaloupes. 
Avec les habitants, il doit faire face, armé de 25 fusils, à plusieurs frégates de 60 canons, et un détachement de 400 soldats britanniques. Les Anglais reviendront l’année suivante en juillet. Il sera rappelé à Plaisance sur ordre du gouverneur de l'Acadie, d'Auger de Subercase, pour organiser une offensive contre Saint-Jean en 1704. Il quitte Saint-Pierre pour repasser en France en 1709. 
Il meurt à Saint-Malo, où il est inhumé le 9 mars 1710.
Une rue de Miquelon porte son nom.